# 斯利扎河
46°34′13″N 13°41′24″E / 46.57028°N 13.69000°E
斯利扎河是歐洲的河流，流經意大利和奧地利，屬於蓋爾河的右支流，河道全長25公里，流域面積188平方公里，平均流量每秒7.9立方米，發源自朱利安阿爾卑斯山，河口處在阿諾爾德施泰因附近。